# 奧利尚卡 (羅馬尼夫區)
50°13′55″N 27°49′27″E / 50.23194°N 27.82417°E
奧利尚卡（烏克蘭語：Ольшанка），是烏克蘭北部的村莊，隸屬日托米爾州的日托米爾區。該村始建於1870年，面積39.8平方公里，海拔高度238米，2001年人口109。